# AIDCAS
AIDCAS – anglojęzyczny termin używany w marketingu, który obrazuje oddziaływanie reklamy i charakteru postępowania klienta na rynku.
Elementy nazwy składające się na ten akronim to:
- A – Attention (uwaga) – zwrócenie uwagi klienta na produkt.
- I – Interest (zainteresowanie) – zainteresowanie właściwościami produktu.
- D – Desire (pożądanie) – wzbudzenie chęci posiadania produktu.
- C – Conviction (przekonanie o słuszności wyboru) – przekonanie klienta do potrzeby posiadania produktu.
- A – Action (działanie) – wywołanie reakcji klienta.
- S – Satisfaction (satysfakcja) – zadowolenie klienta z zakupu.